# Гаплогрупа J1 (Y-ДНК)

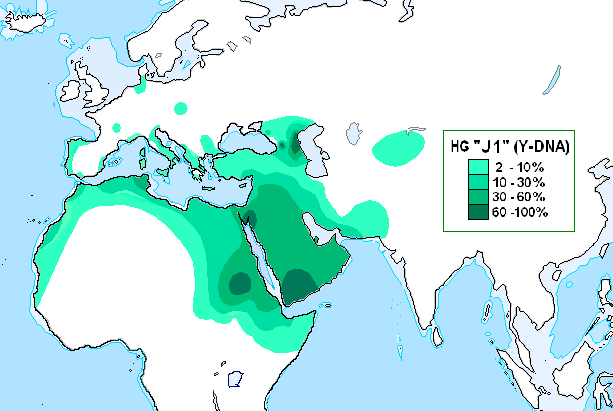

Гаплогрупа J1 (M267) — Y- хромосомна гаплогрупа, входить у гаплогрупу J.
Гаплогрупа J1 походить від мутації гаплогрупи J, яка походить від чоловіка що жив близько 31 600 років тому. Останній спільний предок сучасних носіїв гаплогрупи J1 жив 27 800 років тому (дати визначені по сніпам компанією YFull).
Поширення J1 за межами Близького Сходу може бути пов'язано з неолітичними пересуваннями народів (J1 *) і пізніше міграціями семітомовного населення Близького Сходу в Іспанію, Пакистан та інші регіони.

## Походження
Перші чоловіки гаплогрупи J1 жили за верхньої давньокам'яної доби (45-10 тисяч років тому). Один з двох найранніх зразків J1 виявлено у західногрузинській печері Сацурблія, за всією ймовірністю вказує на батьківщину походження гаплогрупи J1 з регіону навколо Кавказу, Загросу, Таврських гір та Східної Анатолії.

### Історія гаплогрупи J1
У Європі й Центральній та Північній Азії вявлено 3 окремі генетичні племені:
- кавказькі мисливці-збирачі,
- західні мисливці-збирачі,
- північноєвропейські неолітичних землероби.[2]

#### Кавказькі мисливці-збирачі
Кавказькі мисливці-збирачі гаплогрупи J1 мають найраннім зразком залишки чоловіка з Сацурблійської печери (13300 рік тому) біля Цхалтубо у грузинській Мегрелії. Іншим давнім зразком цього племені є чоловік з печери Котіас-Клде (9700 рік назад) середньокам'яної доби. Кавказькі мисливці-збирачі стали джерелом чоловіків гаплогрупи J1 ямної культури бронзової доби степової України й Росії. Нащадки ямники-J1 поширені тепер у Східній і Центральній Європі та у Центральній Азії.
Частковий геном Мальтійської людини з Сибіру (24000 рік назад) споріднений з кавказькими мисливцями-збирачами вказує на існування групи східних мисливців-збирачів J1, що потрапила в Україну та Європу євразійськими степами приблизно 2500 року до Р. Х.
За пізньо-бронзової ямної культури у степовій Україні й Росії з'являється плем'я гаплогрупи J1 кавказьких мисливців-збирачів та східних мисливців-збирачів з євразійського степу. Залишки ямної міграції гаплогрупи J1 присутні у Східній та Центральній Європі.

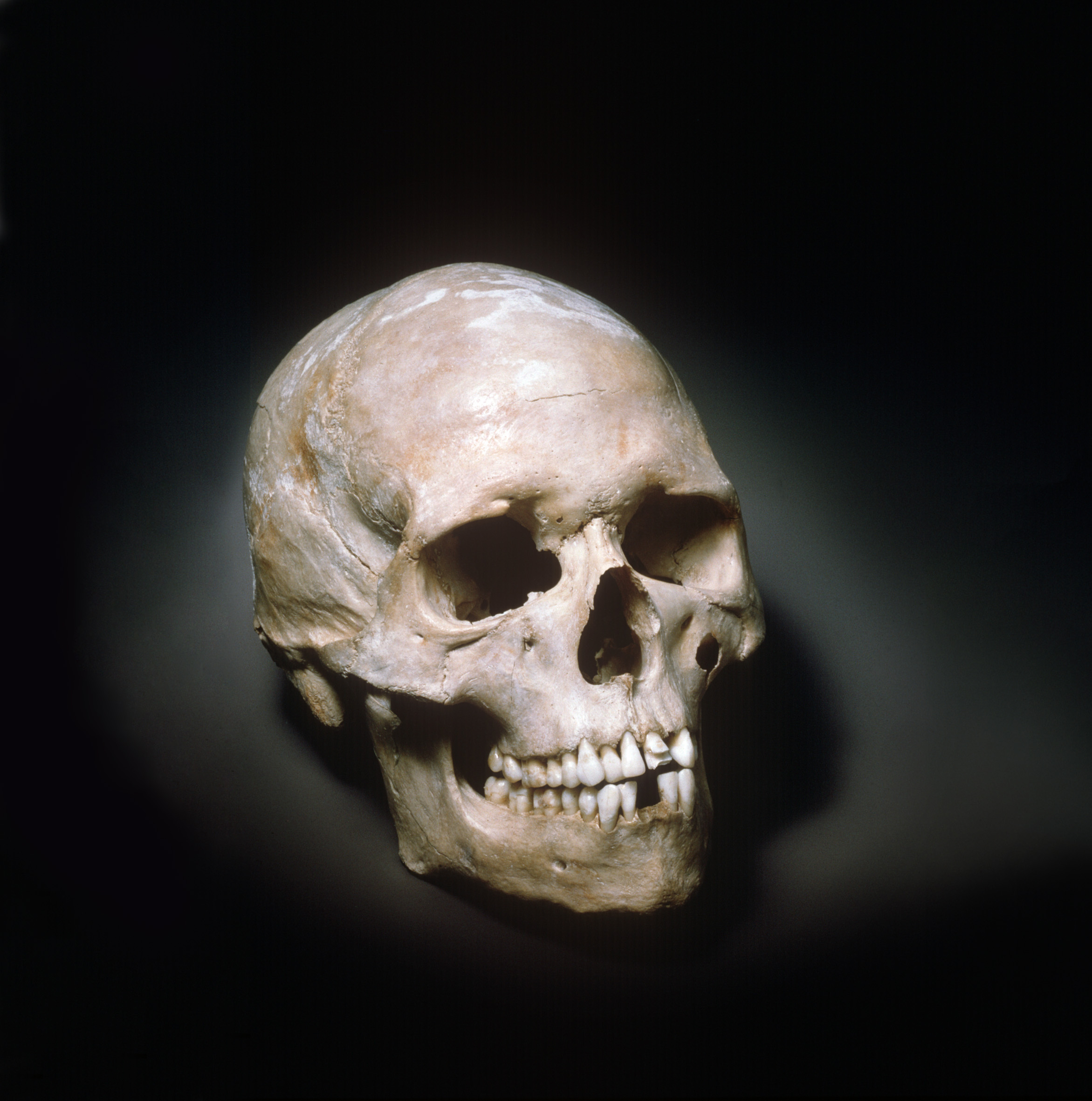
Бішонська людина зі Швейцарських Юрських гір відносилася до племені західних мисливців-збирачів гаплогрупи J1

#### Західні мисливці-збирачі
Західні мисливці-збирачі гаплогрупи J1 в результаті пересування на захід відділилися від кавказьких мисливців-збирачів приблизно 45 тисяч років тому. Найранній зразок належить Бішонській людині (13700 років тому) з печери Бішон у Швейцарській Юрі. Численні залишки чоловіків цього племені за середньокам'яної доби виявлені від Угорщини до Іспанії. За новокам'яної доби з Леванту на захід у Європу хлинула хвиля новокам'яних землеробів, що замінила левантійськими землеробами J1 західних мисливців-збирачів J1 у середньоземноморській Південній Європі й понесла левантійських J1 разом з західними мисливцями-збирачами гаплогрупи J1 на північ Європи.

#### Ранні землероби
Левантійські землероби J1 відділилися від кавказьких мисливців-збирачів приблизно 25 тисяч років тому. Вони були численною генетичною складовою землеробної міграції, що просунулася з Ліванту через Анатолію й Балкани в Європу за новокам'яної доби.
Як й інші успішні близькосхідні генетичні лінії гаплогрупа J1 зазнала значного зросту й поширення за новокам'яної доби під час неолітичної землеробної революції. Найбільше генетичне різноманіття гаплотипів J1 виявлено у східній Анатолії, біля озера Ван у центральному Курдистані. У Східній Анатолії та у горах Загрос близько 11 000 років тому були вперше одомашнені кози та вівці. Успішні дрібні скотарі галузі J1-P58 почали поширюватися 9000 — 10 000 років тому Родючого півмісяця. Цілком ймовірно, що всі вцілілі лінії J1a1b (L136) мають те саме походження, що й козляри та вівчарі з Таврських гір та Загросу.
Непридатні для раннього хліборобства гористі Кавказ, Анатолія та Іран, стали осередком для козлярства і вічарства, звідки почалося поширення дрібних скотарів гаплогрупи J1. Вони колонізували гористі частини Анатолії, Балкани, Карпати, центральну та південну Італію (Апенніни, Сицилія, Сардинія), південну Францію (особливо Овернь) та більшу частину Піренейського півострова. Ареали J1 на півночі Іспанії у Кантабрії та Астурії, є родами, що походять від цих дрібних скотарів неолітичної доби Західної Азії.

## Поширення J1
Як правило, частота гаплогрупи J1 в Європі та Західній Азії, значно відрізняється за краями. Найвищі місцеві відсотки в Європі припадають на Грецію, Італію, Францію, Іспанію та Португалію і майже ніколи не перевищують 5 % населення. Проте Італія, Франція та Іспанія також мають райони, де J1 виявляється повністю відсутньою. Навіть у північній Європі, де загальнонаціональна частота не перевищує 0,5 %, у Шотландії, Англії, Бельгії, Німеччині та Польщі спостерігаються дуже локалізовані кишені J1.
Навіть на Кавказі та в Анатолії, звідки походить ця гаплогрупа, існують великі крайові розбіжності. Наприклад, кубачинці та даргинці Дагестану на північному сході Кавказу відсоток чоловічих ліній J1 сягає понад 80 %, тоді як у їхні сусіди інгуші, за 200 км на північний схід, — ледве 3 %. Східна Анатолія навколо озера Ван досягає понад 30 % J1, тоді як південь Західної Анатолія — лише 2 %. Навіть у межах Курдистану частота J1 сильно різниться. Звичайно, в цьому винні невеликі розміри вибірки у кожному краї.
В арабських країнах максимум J1 серед болотних арабів Південного Іраку (81 %), суданських арабів (73 %), єменців (72 %), бедуїнів (63 %), катарців (58 %). Високі відсотки спостерігаються також у саудівських арабів (40 %), оманців (38 %), палестинських арабів (38 %), Об'єднаних Арабських Еміратах (35 %), прибережному Алжирі (35 %), Йорданії (31 %), Сирії (30 %), Тунісі (30 %), Єгипті (21 %) та Лівані (20 %). Більшість арабів J1 належить до галузі J1-P858.

## Зовнішня структура
Гаплогрупа J1, разом з гаплогрупою J2 є частиною гаплогрупи J (M304), так званої «семітської». Її попередницею є гаплогрупа IJ (M429) у межах якої вона споріднена з «стародавньо-європейською» гаплогрупою I. Гаплогрупа IJ є частиною гаплогрупи IJK (M522|M523) у межах якої вона Гаплогрупа J1 споріднена з усім поза-африканським чоловічим населенням.
- IJK (M522|M523)
  - IJ (M429/P125)
    - I (M170)
      - I1 (M253)
      - I2 (M438)

    - J (M304)
      - J1 (M267)
      - J2 (M172)

  - K (M9)

## Внутрішнє дерево J1
- J1 (M267) — з'явилась 31600 років тому; загальний предок виявлених носіїв жив 18300 років тому;
  - Y6313 — з'явилась 18300 років тому; країни поширення: Грузія (Імеретія), Саудівська Аравія (Мекка);
    - Y6304 (F1614) — з'явилась 15000 років тому;
      - Y19093 (Z2223) — з'явилась 11900 років тому; країни поширення: Туреччина, Ємен, Колумбія;
      - F2306 — з'явилась 11900 років тому; країни поширення: Фінляндія;

  - Z2215 — з'явилась 18300 років тому;
    - Y29696 — з'явилась 18300 років тому; країни поширення: Пакистан (Північно-Західне Прикордоння);
      - PF7261 — з'явилась 13100 років тому; країни поширення: Сирія (Хомс), Туреччина, Вірменія, Азербайджан, Італія (Кальярі), Сербія, Боснія і Герцеговина (Сербська частина), Краснодарський край (Росія), Саудівська Арабія (Ель-Касим), Пакистан (Пенджаб);

    - Z2217 — з'явилась 18300 років тому;
      - Z2217a — з'явилась 18300 років тому; країни поширення: Сирія (Ідліб), Ірак (Кіркук), Азербайджан, Вірменія, Грузія (Гурія, Мцхета-Мтіанеті), Росія (Чечня, Інгушетія, Дагестан, Кабардино-Балкарія, Курська область, Оренбурзька область, Татарстан, Башкирія, Пермський край, Вологодська область), Казахстан, Індія, Україна (Полтавщина), Словаччина (Лемковина), Німеччина (Баварія, Баден-Вюртенберг, Гессен, Північний Рейн-Вестфалія), Ірландія, Італія (Палермо), Мальта, Франція (Сарт), Колумбія, Греція (Ахея), Албанія, Фінляндія, Ліван, Ірак, Кувейт, Саудівська Арабія, Єгипет;
      - L620 — з'явилась 18300 років тому; країни поширення: Вірменія, Іран (Мазандаран), Інгушетія (Росія), Англія (Девон, Лідс), Іспанія (Авіла), Португалія, Лівія, Кувейт; до гілки відноситься найпоширеніша галузь P58 (колишня J1c3), що з'явилась 11700 років тому, до якої відносяться велика частина арабів й євреїв та більшість священицького роду Аарона; поширена переважно у Західній Азії, з фінікійською колонізацією поширилася країнами Середземномор'я й з єврейським розсіянням поширилися Європою (в тому числі в Україну), Америку та Азії (навіть до Китаю).

J1 можна розділити на дві основні групи: дуже великий підклас J1-P58 та всі інші гілки J1.
Більшість J1 на Кавказі, в Анатолії та Європі є не різновидом J1-P58. Ці гілки розходилися одна від одної під час льодовикового періоду і не мають нічого спільного з семітськими народами. Насправді джерела J1 лежать на південний захід від Кавказу, що пояснює, що всі галузі, крім P58, найпоширеніші на Кавказі, в Анатолії та Європі. Більшість європейців J1 належать до галузі J1-Z1828 (J1a2a), що також є в Анатолії та на Кавказі, але не в арабських країнах. Підклас Z1842 Z1828 є найпоширенішим різновидом J1 у Вірменії та Грузії.
Також є дві інші незначні європейські гілки J1a1 (FGC6031, M365.1) й J1b1 (Z2223, Y19093). Їх раннє відгалуження на філогенетичному дереві та рідкість на Близькому Сході свідчить, що вони були одними з найранніх ліній J1, що покинули Близький Схід, ймовірно, як племена пізньо-давньокам'яних, або середньокам'яних мисливців-збирачів, що бродили за межами Анатолії та, були витіснені на захід Європи послідовними переселенськими хвилями новокам'яної та бронзової діб.
Галузь J1a1 (FGC6031, M365.1, FGC6101, FGC8032/ZS4152, FGC6159) зустрічається лише на дуже низьких частотах у Західній Європі: Португалія, Французькі Піренеї, Бельгія та Англія (Девоншир); на півночі Ірану (Мазандеран) та у Катарі. Вона, можливо, потрапила до Європи за середньокам'яної доби, або як дуже незначний родовід за новокам'яної доби.
Галузь J1b (F1614) виникла невдовзі після останнього льодовикового максимуму (приблизно від 26500 до 19000 років тому). Ймовірно, вона поширилася від Кавказу до Європи та Анатолії в давньокам'яної та середньокам'яної доби. J1b1a (Z2223) відповідає значенню STR DYS446=12. Його виявили в Єгипті, Анатолії, Італії, Іспанії, Німеччині, Бельгії та на Британських островах. Негативні для Z2223 члени J1b були виявлені у Фінляндії, Омані та Індії.

### Застаріле дерево ISOGG-2010
За ранішою ISOGG-2010 відомі субклади J1 (M267) та відповідні їм SNP мутації:
- J1 M267
  - J1a M62
  - J1b M365
  - J1c L136
    - J1c1 M390
    - J1c2 P56
    - J1c3 P58
      - J1c3a M367, M368
      - J1c3b M369
      - J1c3c L92, L93
      - J1c3d L147
        - J1c3d1 L222
          - J1c3d1a L65.2/S159.2

Навіть за результатами раннього комерційного тестування склалося враження, що більшість сучасних носіїв даної гаплогрупи відносяться саме до підгрупи J1c3 — гілка P58, що вже нині підтвердилося ширшим тестуванням і є очевидним фактом.

## J1-Y19093
J1b1 (Z2223, Y19093, Z22650, Z22651), — були виявлені в Анатолії та Західній Європі, Неолітичні вівчарі й кізляри гаплогрупи J1 певно не були однорідними племенами виключно родоводів J1, але, ймовірніше, складалися з суміші родів J1 та T1. Багато підтверджень цьому у присутності як J1, так і T1 у північно-східній Африці, Ємені, Саудівській Аравії, а також на Родючому Півмісяці, на Кавказі та у горах Південної Європи. Материнські родоводи також збігаються. Де виявлені чоловічі J1 і T1, були виявлені високочастотні гаплогрупи мтДНК HV, N1 і U3, та низькочастотні J, K і T. Незрозуміло, чи були кози одомашнені цим народом, що складався з чоловіків гаплогруп J1 і T1, чи то злиття між ними відбулося під час неолітичного поширення, коли вони стикнулися, змішалися й далі ширилися разом.
- Y19093 (Z2223) — з'явилась 11900 років тому; країни поширення: Ємен;
  - ZS50 — з'явилась 6800 років тому; країни поширення: Туреччина;
    - M10096 — Колумбія.

## J1-PF7261
Гаплогрупа PF7261, ймовірно, з'явилася за верхнього палеоліту у Східній Туреччині; поширилася у Середземномор'я, Близьким Сходом за мезоліту й згодом на Кавказу за залізної доби.
- PF7261 — з'явилась 13100 років тому; країни поширення: Сирія (Хомс);
  - ZS3289 — з'явилась 11100 років тому; країни поширення: Саудівська Арабія (Ель-Касим), Пакистан (Пенджаб);
  - PH128 — з'явилась 11100 років тому; країни поширення: Італія (Кальярі), Боснія і Герцеговина (Сербська частина);
    - Y30278 — з'явилась 8400 років тому;
      - Y85140 — з'явилась 2200 років тому; країни поширення: Вірменія, Краснодарський край (Росія);
      - F17410 — з'явилась 2200 років тому; країни поширення: Туреччина, Вірменія, Сербія;
      - S695 — з'явилась 2200 років тому; країни поширення: Вірменія, Азербайджан.

За даними 2 проєктів ФТДНА до раннього несемітського відгалуження J1 PF7261>PH128/PF7257>Y30278/PH7 належить 1 українець - 6 % з українців J1.

## J1-Z2217a
Гаплогрупа Z2217a визначена значенням маркера DYR144=7.
- Z2217a — з'явилась 18300 років тому;
  - Y136727 — з'явилась 17300 років тому; країни поширення: Татарстан (Росія);
    - BY56527 — з'явилась 9600 років тому; країни поширення: Франція (Сарт);

  - Z1828 — з'явилась 17300 років тому;
    - Z18463 — з'явилась 8200 років тому;
      - Y31163 — з'явилась 7100 років тому; країни поширення: Словаччина (Лемковина);
      - Z18471 — з'явилась 7100 років тому; країни поширення: Греція (Ахея), Албанія, Мальта, Україна (Полтавщина), Росія (Курська область, Пермський край), Німеччина (Баварія, Баден-Вюртемберг, Гессен, Північний Рейн-Вестфалія), Фінляндія;

    - Z1842 — з'явилась 8200 років тому;
      - ZS3114 (Y11643, Y11645/ZS3089) — з'явилась 6300 років тому; країни поширення: Азербайджан, Вірменія, Сирія (Ідліб), Ірак (Кіркук), Росія (Дагестан, Кабардино-Балкарія, Чечня, Оренбурзька область, Вологодська область), Казахстан (Південно-Казахстанська і Алматинська області), Італія (Палермо), Індія;
      - Y4423 — з'явилась 6300 років тому; країни поширення: Туреччина (Гіресун), Вірменія, Азербайджан, Росія (Чечня, Дагестан, Башкортостан), Казахстан (Південно-Казахстанська область), Німеччина (Північний Рейн-Вестфалія), Ірландія, Ліван, Кувейт, Саудівська Аравія (Мекка), Єгипет, Колумбія.

За даними 2 проєктів ФТДНА до раннього несемітського відгалуження J1 Z2217a>Z1828 належить 5 українців - 29 % від українців з J1.

### J1a2a (Z1828)
J1a2a (Z1828) визначається значеннями STR DYS436 = 11 і DYS388<15. Це другий найпоширеніший підклас верхнього рівня після J1-P58. Більшість J1-європейців належать до галузі J1-Z1828, що також виявлена в Анатолії та на Кавказі, але не в арабських країнах. Він особливо часто зустрічається у Таврських горах і Загросі, а також на всій території Кавказу, але також виявляється на низькій частоті в Західній Туреччині, Греції, Україні, Південній Італії, Центральній Європі, Франції та на Британських островах. Підклас L1189 здається переважно північноєвропейським (+ кілька зразків у Греції та на Аравійському півострові).
Z1828 могли бути незначними племенами, що супроводжували з Кавказу на захід Європи головну неолітичну гаплогрупу G2a. Це пояснює їх дуже широке географічне поширення та низьку частоту за межами їх походження на Кавказі. Як і гаплогрупа G2a, J1, можливо, була головною лінією для завезення одомашнених тварин до Європи. Як G2a, так і J1 сягають своїх максимальних частот на Кавказі, деякі етнічні групи майже виключно J1 (кубачинці, хайдакці, даргинці, аварці), а інші мають надзвичайно високий рівень G2a (шапсуги, північні осетини). Більшість етнічних груп на Передкавказзі мають від 20 до 40 % кожної гаплогрупи, що є їхніми двома домінуючими гаплогрупами. На Південному Кавказі (Грузія, Вірменія, Азербайджан) гаплогрупа J2 додається до суміши й трохи перевищує як J1, так і G2a. Вірменія виділяється на Закавказзі зі значно меншиною часткою J1-L147.1 (L862) (щонайменше третиною всіх J1, тобто приблизно 4 % населення країни).

#### J1-Z18471
Z18471 одна з корінних несемітських, європейських галузей J1, що поширилася за новокам'яної та бронзової доби.
- Z18471 — з'явилась 7100 років тому; країни поширення:
  - BY94 (L1189) — з'явилась 6800 років тому; країни поширення: Мальта, Німеччина (Баварія);
    - ZS10767 — з'явилась 3400 років тому; країни поширення: Німеччина (Гессен, Північний Рейн-Вестфалія), Фінляндія;
    - ZS3128 — з'явилась 3400 років тому; країни поширення: Греція (Ахея), Україна (Полтавщина);
      - Y177580 — з'явилась 3100 років тому; країни поширення: Албанія, Росія (Курська область);
      - Y81244 — з'явилась 3100 років тому; країни поширення: Німеччина (Баден-Вюртемберг), Франція (Верхній Рейн), Росія (Курська область, Пермський край).

L1189 разом з Z1842 могли бути незначними родами, що супроводжували з Кавказу на захід Європи головну неолітичну гаплогрупу G2a.

#### "Хуритська" J1-Z1842
Z1842, що є підгалуззю Z1828, є найпоширенішим різновидом J1 у Вірменії та Грузії. Галузь не є семітською. Z1842 разом з L1189 могли бути незначними родами, що супроводжували з Кавказу на захід Європи головну неолітичну гаплогрупу G2a.
Гаплогрупа Z1842 поширена серед нахо-дагестанських народів Передкавказзя та на півночі Азербайджану (до 15 %), де у стародавнину мешкали лезгиномовні кавказькі албани. Гаплогрупа асоціюється з хурито-урарто-албанською спільнотою стародавнини, якій передувала куро-аракська культура, й що згодом просунулася на схід у Азербайджан й Дагестан, як кавказькі албани, а також залишалася значним елементом у хуритів та в Урарту.
Серед сучасних ассирійців до гаплогрупи J1 відноситься 21%, у тому числі до її підгалузі Z1842 - 13%.

##### J1-ZS3114 (ZS3089)
Підгалузь ZS3089 (ZS3114) переважно поширена навколо Вірменії та Азербайджану. ZS3114 з'явилася за новокам'яної доби у районі Кавказу, й поширилася на північ у степи Росії та у передгір'я Родючого Півмісяця.
- ZS3114 (Y11643, Y11645/ZS3089) — з'явилась 6300 років тому; країни поширення: Дагестан (Росія);
  - ZS3084 — з'явилась 6100 років тому; країни поширення: Кабардино-Балкарія (Росія);
    - Y39893 — з'явилась 5600 років тому; країни поширення: Росія (Вологодська область), Азербайджан;

  - Y33967 — з'явилась 6100 років тому; країни поширення: Ірак (Кіркук);
    - Y60194 — з'явилась 5200 років тому; країни поширення: Італія (Палермо), Індія;
    - Y102610 — з'явилась 5200 років тому; країни поширення: Вірменія;

  - B234 — з'явилась 6100 років тому; країни поширення: Сирія (Ідліб);
    - ZS5658 — з'явилась 4600 років тому; країни поширення: Росія (Чечня, Оренбурзька область), Азербайджан, Вірменія, Казахстан (Південно-Казахстанська і Алматинська області).

##### J1-Y4423
Y4423 з'явилася за новокам'яної доби у районі Кавказу, й поширилася на північ у степи Росії й Казахстану, у Європу та з малою частотою на Близький Схід.
Підгалузь CTS1460 переважно поширена на Кавказі, Загросі та Таврі. Доля ассирійців з CTS1460 складає більшість від їх числа з "хуритською" Z1842 та майже половину від їх числа з J1, що вказує на певну роль хуритів у їх етногенезі.
- Y4423 — з'явилась 6300 років тому;
  - ZS3042 — з'явилась 6200 років тому; країни поширення: Ірландія;
    - ZS3030 — з'явилась 5400 років тому; країни поширення: Росія (Чечня, Дагестан);

  - CTS1460 — з'явилась 6200 років тому; країни поширення: Туреччина (Гіресун), Азербайджан, Росія (Башкортостан), Ліван, Кувейт;
    - Y147362 — з'явилась 6200 років тому; країни поширення: Вірменія, Ірландія;
    - Y83506 — з'явилась 6200 років тому; країни поширення: Вірменія;
    - CTS1460a — з'явилась 6200 років тому; країни поширення: Вірменія, Єгипет, Саудівська Аравія (Мекка), Казахстан (Південно-Казахстанська область);
    - CTS7188 — з'явилась 6200 років тому; країни поширення (Чечня, Дагестан), Німеччина (Північний Рейн-Вестфалія), Колумбія.

## J1-L620
Гаплогрупа L620, ймовірно, з'явилася на нагір'ях між Тавром, Кавказом й Загросом за верхнього палеоліту й тоді же розійшлася Європою, на Кавказ та на південь на степові й пустельні простори Близького Сходи.
Найпоширеніша галузь P58 (колишня J1c3), що з'явилась 11700 років тому, до якої відносяться велика частина арабів й євреїв та більшість священицького роду Аарона; поширена переважно у Західній Азії, з фінікійською колонізацією поширилася країнами Середземномор'я й з єврейським розсіянням поширилися Європою (в тому числі в Україну), Америку та Азії (навіть до Китаю).
- L620 — з'явилась 18300 років тому;
  - FGC6064 — з'явилась 15600 років тому;
    - Y59693 — з'явилась 14700 років тому;
      - Y177646 — з'явилась 13400 років тому; країни поширення: Вірменія;
      - Y48949 — з'явилась 13400 років тому; країни поширення: Англія (Лідс);

    - FGC6031 — з'явилась 14700 років тому; країни поширення: Англія (Девон);
      - Y19467 — з'явилась 5300 років тому; країни поширення: Іран (Мазандаран), Португалія;

  - PF4816 — з'явилась 15600 років тому;
    - ZS6599 — з'явилась 14600 років тому; країни поширення: Кувейт;
      - ZS6638 — з'явилась 12800 років тому; країни поширення; Кувейт, Інгушетія (Росія), Вірменія, Лівія, Іспанія (Авіла)

    - L136 (колишня J1c) — з'явилась 14600 років тому;
      - ZS4393 — з'явилась 11700 років тому; країни поширення: Італія (Кальярі, Мессина), Болгарія (Пазарджикська область), Боснія, Україна (Київщина), Росія (Татарстан), Чехія, Нідерланди (Північна Голландія), Саудівська Аравія (Ель-Медина, Хаїль, Мекка, Джизан, Ер-Ріяд), Ємен, Бахрейн, ОАЕ, Етіопія;
      - P58 (колишня J1c3) — з'явилась 11700 років тому; країни поширення: Ізраїль (Єрусалим), Палестина (Єрусалим), Ліван (Монт-Лібан), Саудівська Аравія (Ель-Баха, Мекка, Джизан, Асір, Ер-Ріяд, Аш-Шаркія, Наджран), Ірак (Аль-Анбар, Багдад), Ємен, Кувейт, Катар, ОАЕ, Оман, Індія (Пенджаб), Єгипет, Сомалі, Туніс, Вірменія, Греція (Іоанніна), Італія (Кальярі, Фрозіноне, Барі, Л'Аквіла), Угорщина (Дьйор-Мошон-Шопрон), Молдова, Україна (Кіровоградщина, Вінниччина, Житомирщина, Івано-Франківщина), Білорусь (Гродненська область, Могильовська область), Польща (Підляшшя, Мазовія, Велика Польща, Лодзь), Чехія (Південноморавський край), Німеччина (Баварія), Литва, Англія, Фінляндія (Західна Фінляндія), Норвегія (Оппланн), ЗДА (Нью-Йорк), Мексика (Новий Леон), Суринам.

За даними 2 проєктів ФТДНА до L620>PF4816>L136 з пов'язаних з Україною своїм походженням належать усі 87 євреї (100 %)  з гаплогрупою J1, 11 українців - 65 % з J1, 1 караїмів й 1 кримський татарин.
Чоловіки L136 розгалужені на Z4393/PF7264 — 9 євреїв (10 % від українських з J1), й P58 — 78 євреїв (90 % з українських з J1) та 11 українців (65 % українців з J1).

### J1-ZS6638
Нечисленна несемітська галузь ZS6638 з'явилася 12800 років тому на півночі Близького Сходу. Найближча гілка до семітської L136 (та P58) розгалуження з нею. Поширилася на захід у Середземномор'я, на північ на Передкавказзя й у Перську затоку.
- ZS6638 — з'явилась 12800 років тому; країни поширення:
  - Y169874 — з'явилась 12800 років тому; країни поширення:
    - ZS6592 — з'явилась 10700 років тому; країни поширення: Кувейт, Інгушетія (Росія);
    - Y169631 — з'явилась 10700 років тому; країни поширення: Іспанія (Авіла);
      - FGC80188 — з'явилась 5900 років тому; країни поширення: Вірменія, Лівія.

### J1-ZS4393
На Близькому Сході аналіз снипів показує, що гілка J1-L136 перейшла на південь зі Східної Анатолії та розкололася на 4 напрямки:
- Анатолія/Європа (PF7263),
- Левант,
- південний Загрос (і південна Месопотамія?),
- гірський південно-західний кут Аравійського півострова (переважно в Ємені), що обминув Аравійську пустелю. Ця група переважно складається з ліній J1-P56, перетнула Червоне море в Судан, Еритрею, Джибуті та північну Сомалі. Тоді, за новокам'яної доби, клімат був значно менш посушливим, що дозволило відносно легко перейти близькосхідними степами (тепер пустелями) зі стадами вівців і кіз на південь.

- ZS4393 — з'явилась 11700 років тому;
  - ZS4416 — з'явилась 11100 років тому; країни поширення: Італія (Кальярі), Нідерланди (Північна Голландія);
    - BY45309 — з'явилась 3200 років тому; країни поширення: Росія (Татарстан), Італія (Мессина);
    - ZS9949 — з'явилась 3200 років тому; країни поширення: Болгарія (Пазарджикська область), Боснія;
    - ZS10589 — з'явилась 3200 років тому; країни поширення: Саудівська Аравія (Ель-Медина), Україна (Київщина), Чехія;

  - P56 — з'явилась 11100 років тому; країни поширення: Саудівська Аравія (Хаїль), Етіопія;
    - Y183473 — з'явилась 2400 років тому; країни поширення: Ємен;
    - ZS10071 — з'явилась 2400 років тому; країни поширення: Саудівська Аравія (Ер-Ріяд);
    - CTS12096 — з'явилась 2400 років тому; країни поширення: Саудівська Аравія (Мекка, Джизан, Ер-Ріяд), Бахрейн, ОАЕ.

За даними 2 проєктів ФТДНА усі 9 євреї галузі Z4393/PF7264 відносяться до підгалузі PF7263/ZS4416>ZS4376>ZS4452>ZS10589, що складає 10 % від українських євреїв гаплогрупи J1.
J1a1b1 (P56) — незначна арабська лінія, виявлена на узбережжі Червоного моря Саудівської Аравії, Ємену та Ефіопії. Його можна ідентифікувати за значенням STR DYS641=11.

### J1-P58
- P58 (колишня J1c3) — з'явилась 11700 років тому;
  - Y4067 — з'явилась 8500 років тому;
    - L817 — з'явилась 7100 років тому; країни поширення: Італія (Кальярі);
      - L818 — з'явилась 6300 років тому; країни поширення: Мексика (Новий Леон), Ізраїль (Єрусалим), Греція (Іоанніна), Молдова, Україна (Кіровоградщина, Вінниччина, Житомирщина), Білорусь (Гродненська область), Польща (Мазовія, Підляшшя, Лодзь, Велика Польща), Фінляндія, Німеччина (Баварія), Чехія, ЗДА (Нью-Йорк);

    - ZS5383 — з'явилась 7100 років тому; країни поширення: Ємен;
      - ZS5422 — з'явилась 4600 років тому; країни поширення: Саудівська Аравія (Ель-Баха, Мекка, Джизан, Асір, Ер-Ріяд), Ємен, Оман, Сомалі;

  - Z643 — з'явилась 8500 років тому років тому; країни поширення: Ліван (Монт-Лібан);
    - Y16646 — з'явилась 7800 років тому; країни поширення: Ємен;
      - Y168376 — з'явилась 3800 років тому; Саудівська Аравія (Мекка, Ер-Ріяд, Аш-Шаркія, Наджран), Ємен, Кувейт, Катар, ОАЕ, Оман;

    - Z1865 — з'явилась 7800 років тому років тому;
      - L860 — з'явилась 7000 років тому; країни поширення: Саудівська Аравія, Ємен;
      - Z1853 — з'явилась 7000 років тому; країни поширення: Саудівська Аравія (Мекка, Ер-Ріяд), Кувейт, Норвегія (Оппланн), Палестина (Єрусалим), Ліван (Монт-Лібан), Ірак (Багдад, Аль-Анбар), Кувейт, Вірменія, Єгипет, Туніс, Індія (Пенджаб), Італія (Барі, Кальярі, Л'Аквіла, Фрозіноне), Угорщина (Дьйор-Мошон-Шопрон), Чехія (Південноморавський край), Україна (Житомирщина, Івано-Франківщина), Білорусь (Могильовська область), Литва, Польща (Мазовія), Англія, Фінляндія (Західна Фінляндія), ЗДА (Нью-Йорк), Мексика, Суринам.

Південно-західно-азійська галузь J1-P58 (J1a2b на дереві ISOGG, раніше відома як J1e, потім як J1c3) тепер є найпоширенішою підгалуззю J1. Це типово семітська гаплогрупа, що складає більшість чоловіків Аравійського півострова, приблизно від 40 % до 75 % чоловічих ліній.
Вважається, що J1-P58 поширилася зі східної Анатолії та південного Кавказу до Таврських гір і Загросу, потім у Месопотамію, й зрештою на Аравійський півострів наприкінці останнього льодовикового періоду (12 000 років тому) через сезонним пересування вівчарів й скотарів. Саме за новокам'яної доби такі підгалузі J1-P58, як L860 й L93, досягли узгір'я півдня Аравійського півострова (Ємен, Оман), тоді як L816 та L862 залишилися на Родючому півмісяці.
Носії арабської мови з північно-східного узбережжя Червоного моря, біля від сучасної Йорданії, переколонізували Аравійський півострів за бронзової доби. Підйом ісламу у 7 сторіч відіграв велику роль у повторній експансії J1 з Аравії на Близький Схід, а також до Північної Африки, й меншою мірою до Сицилії, Іспанії та Португалії.
Численні підгалузі J1-L858 є розширеннями семітських мов, таких як аккадська, угарітська, фінікійська, арамейська та іврит.
Африканці в Еритреї, Етіопії, Сомалі та у Судані мають різні підгалузі J1, але особливо підгалузь P56, яка, ймовірно, прибула з Аравії за новокам'яної доби, та арабську підгалузь FGC12, яка принесла іслам у Східну Африку.
Кітчен 2009 року підрахував баєвським філогенетичним способом, що семітські мови зародилися в Леванті близько 3750 року до Р. Х. за ранньої бронзової доби. Згодом семітські мови еволюціонували у 3 групи:
- східна семітська група — вимерла гілка, до складу якої відносилася аккадська мова,
- центральна семітська група — гілка породила арамейську, угаритську, фінікійську, іврит та арабську мови,
- південна семітська група — у складі якої південноарабська та ефіопська (амхарська) мови.

J1-P58, центральна семітська гілка J1, схоже, поширилася з південного Леванту (Ізраїль, Палестина, Йорданія) через Аравійський півострів за бронзової доби, приблизно у 3500-2500 до Р.Х… Верблюди були одомашнені в Сомалі та на півдні Аравії приблизно 3000 років до Р. Х., але не набули широкого поширення в південному Леванті до приблизно 1100 року до Р. Х.. Верблюди відігравали важливу роль у подальшому розповсюдженні родів J1-P58, особливо бедуїнами в пустельних районах Близького Сходу та Північної Африки. Зараз бедуїни становлять значну частку населення Судану (33 %), Лівії (15 %), Об'єднаних Арабських Еміратів (8 %) та Саудівської Аравії (5 %).
Дві найпоширеніші єврейські галузі J1 нижче за розгалуженням P58 — це Z18297 та ZS227. Остання включає священницький гаплотип коханів. Більшість інших гілок під P58 можна було б охарактеризувати як семітські, хоча, здається, лише FGC12 справді пов'язана зі середньовічною арабською експансією з заходу Саудівської Аравії.
На основі дуже обмежених даних основними ліванськими й фінікійськими галузями J1 є J1-Z640 та J1-YSC76. Обидві галузі були також виявлені на Сицилії, в Андалусії та Португалії, що вказує на колонізацію фінікійців. Вони включають Z18297 (також може бути єврейською), Z2324>YP4763, YSC76>FGC15940>ZS1690 та YSC76>FGC8223>FGC8216>FGC8196.
За даними 2 проєктів ФТДНА до P58 належать 78 українських євреїв (90 % з українських євреїв гаплогрупи J1) та 11 українців (65 % українців гаплогрупи J1). P58 розгалужується на:
- Y4067>L817>L818 - 1% українських євреїв (1 особа) гаплогрупи J1,
- Z643>Z1865>Z1853>Z2331 — 89 % українських євреїв (77 осіб) й 65 % українців (11 осіб), що належать до гаплогрупи J1.

#### J1-L818
- L818 — з'явилась 6300 років тому;
  - L816 — з'явилась 3800 років тому;
    - Y34527 — з'явилась 1150 років тому; країни поширення: Мексика (Новий Леон);
    - ZS2728 — з'явилась 1150 років тому; країни поширення: Ізраїль (Єрусалим), Греція (Іоанніна), Молдова, Україна (Кіровоградщина, Вінниччина, Житомирщина), Білорусь (Гродненська область), Польща (Мазовія, Підляшшя, Лодзь, Велика Польща), Фінляндія, Німеччина (Баварія), Чехія, ЗДА (Нью-Йорк).

Близько 20 % євреїв належать до гаплогрупи J1-P58, меншість з яких відносяться до L816.
За даними 2 проєктів ФТДНА до L818>L816>ZS2728>ZS2736>BY80>ZS2754/ZS2756>ZS2755 - 1 % українських євреїв (1 особа) гаплогрупи J1. Інші бази даних мають осіб з українських Кіровградської, Вінницької та Житомирської область, що відносяться на цієї підгалузі.

#### J1-ZS5422
- ZS5422 — з'явилась 4600 років тому;
  - ZS5376 — з'явилась 4300 років тому; країни поширення: Ємен;
  - ZS8629 — з'явилась 4300 років тому;
    - Y178103 — з'явилась 3600 років тому; країни поширення: Ємен, Сомалі;
    - Y167067 — з'явилась 3600 років тому; країни поширення: Саудівська Аравія (Ель-Баха, Мекка, Джизан, Асір, Ер-Ріяд), Ємен, Оман.

#### J1-Y168376
- Y168376 — з'явилась 3800 років тому;
  - ZS4477 — з'явилась 3300; країни поширення: Саудівська Аравія (Мекка, Ер-Ріяд);
  - ZS1306 — з'явилась 3300 років тому;
    - YP6424 — з'явилась 3300 років тому; країни поширення: Саудівська Аравія (Аш-Шаркія), ОАЕ, Оман;
    - ZS1297 — з'явилась 3300 років тому; країни поширення: Саудівська Аравія (Наджран), Ємен, Кувейт, Катар, ОАЕ, Оман.

#### J1-L860
- L860 — з'явилась 7000 років тому; країни поширення: Ємен;
  - ZS7438 — з'явилась 3700 років тому; країни поширення: Саудівська Аравія;
    - ZS7428 — з'явилась 2200 років тому; країни поширення: Ємен.

#### J1-Z1853
- Z1853 — з'явилась 7100 років тому;
  - ZS2652 — з'явилась 6600 років тому; країни поширення: Єгипет;
  - ZS3683 — з'явилась 6600 років тому;
    - ZS3684 — з'явилась 6100 років тому;
      - Z3698 — з'явилась 5600 років тому; країни поширення: Норвегія (Оппланн), Індія (Пенджаб);
      - Y136125 — з'явилась 5600 років тому; країни поширення: Саудівська Аравія (Мекка, Ер-Ріяд), Кувейт;

  - Z2331 — з'явилась 6700 років тому;
    - Y15152 — з'явилась 5700 років тому; країни поширення: Італія (Кальярі);
      - Z18293 — з'явилась 5700 років тому;  країни поширення: Палестина (Єрусалим), Ліван (Монт-Лібан), Ірак (Багдад), Вірменія, Кувейт, Єгипет, Туніс, Україна (Житомирщина, Івано-Франківщина), Литва, Італія (Фрозіноне), Мексика;
      - ZS4336 — з'явилась 5700 років тому; країни поширення: Чехія (Південноморавський край), Угорщина (Дьйор-Мошон-Шопрон), Україна, Білорусь (Могильовська область), Литва, Польща (Мазовія), Італія (Кальярі), Англія, Фінляндія (Західна Фінляндія), ЗДА (Нью-Йорк), Суринам;

    - Z2324 — з'явилась 5700 років тому; країни поширення: Ірак (Аль-Анбар), Саудівська Аравія (Ер-Ріяд), Італія (Барі, Кальярі, Л'Аквіла);
      - YP4763 — з'явилась 5700 років тому; країни поширення: Ірак (Аль-Анбар), Саудівська Аравія (Ер-Ріяд), Італія (Барі, Кальярі, Л'Аквіла);
      - Z2317 — з'явилась 5700 років тому; поширена у країнах: Палестина (Віфлієм, Газа, Дженін), Ізраїль (ХаДаром), Йорданія (Маан, Мадаба, Амман), Ліван, Сирія (Халаб, Дімашк, Хомс), Саудівська Аравія (Аш-Шаркія, Ель-Касім, Мекка, Ель-Медіна, Табук, Асір, Ель-Ріяд, Джизан, Наджар, Ель-Баха), Ірак (Васіт, Майсан, Багдад, Ель-Амбар, Ель-Мутанна), Кувейт, Бахрейн, Катар, ОАЕ, Оман, Ємен, Єгипет, Лівія, Алжир, Еритрея, Етіопія, Чад, Греція, Албанія, Болгарія, Мальта, Італія (Салерно, Кальярі, К'єті, Катанія), Іспанія, Португалія, Туреччина (Гюмюшане, Ерзурум), Вірменія, Азербайджан, Молдова, Україна (Севастополь, Миколаївщина, Запоріжжя, Дніпропетровщина, Черкащина, Київщина, Львівщина), Білорусь (Мінська область), Литва, Естонія, Польща (Мазовія, Велика Польща, Сілезія, Мазовія), Росія (Дагестан, Чечня, Смоленська область, Томська область), Китай (Нінся-Хуейський АО), Австрія (Штирія), Німеччина (Рейнланд-Пфальц), Нідерланди (Лімбург, Північний Брабант), Англія (Північний Йоркшир), Вельс, Шотландія (Дамфрієсшир), Ірландія (Лонгфорд), Північна Ірландія, Пуерто-Рико, Мексика (Новий Леон, Гуєрреро), Нідерландські Антіли, Колумбія, Бразилія, Колумбія, Перу.

За даними 2 проєктів ФТДНА 89 % українських євреїв (77 осіб) й 65% українців (11 осіб), що походять з України належать до галузі Z1853>Z2331. У свою чергу носії Z2331 розгалужуються на:
- Y15152/Z18297 — 23 % українських євреїв (20 осіб) з гаплогрупою J1,
- Z2324 — 66% українських євреїв (57 осіб) з гаплогрупи J1 і 65 % українців (11 осіб) гаплогрупи J1.

Z2324 у свою чергу розгалужуєосіб, що походять з України на:
- YP4763 — 6 % українців (1 особа) гаплогрупи J1;
- Y2317 - 66 % українських євреїв (57 осіб) гаплогрупи J1 і 53 % українців (9 осіб) гаплогрупи J1.

##### J1-Z2317
- ZS2317 — з'явилась 5700 років тому; найпоширена галузь, до якої відносяться араби й євреї;
  - ZS2317 — з'явилася 5700 років тому;
    - Z27682 — з'явилася 5700 років тому; поширена у країнах: Чечня (Росія);
      - Z27681 — з'явилася 5700 років тому; поширена у країнах: Китай (Нінся-Хуейський АО), Португалія, Колумбія, Перу;

    - Z2313 — з'явилася 5700 років тому; поширена у країнах: Саудівська Аравія (Аш-Шаркія);
      - Z2329 (YSC000234) — з'явилася 5700 років тому; поширена у країнах: Палестина (Віфлієм, Газа, Дженін), Ізраїль (ХаДаром), Йорданія (Маан, Мадаба, Амман), Ліван, Сирія (Халаб, Дімашк, Хомс), Саудівська Аравія (Аш-Шаркія, Ель-Касім, Мекка, Ель-Медіна, Табук, Асір, Ель-Ріяд, Джизан, Наджар, Ель-Баха), Кувейт, Ірак (Васіт, Майсан, Багдад, Ель-Амбар, Ель-Мутанна), Бахрейн, Катар, ОАЕ, Оман, Ємен, Єгипет, Лівія, Алжир, Еритрея, Етіопія, Чад, Греція, Албанія, Болгарія, Мальта, Італія (Салерно, Кальярі, К'єті, Катанія), Іспанія, Португалія, Туреччина (Гюмюшане, Ерзурум), Вірменія, Азербайджан, Молдова, Україна (Севастополь, Миколаївщина, Запоріжжя, Дніпропетровщина, Черкащина, Київщина, Львівщина), Білорусь (Мінська область), Литва, Естонія, Польща (Мазовія, Велика Польща, Сілезія, Мазовія), Росія (Дагестан, Смоленська область, Томська область), Австрія (Штирія), Німеччина (Рейнланд-Пфальц), Нідерланди (Лімбург, Північний Брабант), Англія (Північний Йоркшир), Вельс, Шотландія (Дамфрієсшир), Ірландія (Лонгфорд), Північна Ірландія, Пуерто-Рико, Мексика (Новий Леон, Гуєрреро), Нідерландські Антіли, Колумбія, Бразилія, Перу.

За даними 2 проєктів ФТДНА усі чоловіки, що походять з України з Y2317 відносяться до її підгалузіZ2313>YSC0000234/Z2329, а саме 66 % українських євреїв (57 осіб) і 53 % українців (9 осіб), що належать до гаплогрупи J1.

## J1-Z2329
- Z2329 (YSC000234) — з'явилася 5700 років тому; поширена у країнах: Саудівська Аравія (Мекка);
  - ZS6178 — з'явилася 5600 років тому; поширена у країнах: Ірак (Васіт);
    - ZS6169 — з'явилася 4200 років тому; поширена у країнах: Бахрейн, ОАЕ, Саудівська Аравія (Аш-Шаркія);

  - Y10745 (FGC4745) — з'явилася 5600 років тому; поширена у країнах: Італія (Салерно);
    - MF35937 — з'явилася 4600 років тому; поширена у країнах: Ірак (Майсан), Єгипет;
    - HU58 — з'явилася 4600 років тому; поширена у країнах: Ємен;
    - ZS6270 — з'явилася 4600 років тому; поширена у країнах: Ірак (Багдад);
      - ZS6261 (Y1624) — з'явилася 4400 років тому; поширена у країнах: Палестина (Віфлієм), Греція, Іспанія;

    - Y5148 — з'явилася 4600 років тому; поширена у країнах: Саудівська Аравія (Ель-Ріяд, Аш-Шаркія);
    - Y10735 — з'явилася 4600 років тому;
      - Y12347 — з'явилася 1450 років тому; поширена у країнах: Саудівська Аравія (Ель-Ріяд), Катар;
      - Y12349 — з'явилася 1450 років тому; поширена у країнах: Кувейт, Саудівська Аравія (Ель-Касім, Ель-Ріяд), Кувейт;
      - Y11776 — з'явилася 1450 років тому; поширена у країнах: Саудівська Аравія (Ель-Ріяд, Ал-Касім, Аш-Шаркія), Кувейт;

  - Y3081 — з'явилася 5600 років тому;
    - Y3082 — з'явилася 5600 років тому;
      - BY143137 — з'явилася 5500 років тому; поширена у країнах: Італія (Салерно), Португалія;
      - Y3087 — з'явилася 5500 років тому; поширена у країнах: Саудівська Аравія (Мекка), (Ель-Касим), Кувейт, Сирія (Халаб, Дімашк), Ірак (Ель-Амбар), Ємен, Туреччина (Гюмюшхане), Азербайджан, Україна (Київщина, Львівщина, Севастополь), Молдова, Білорусь (Мінська область), Литва, Естонія, Польща (Мазовія, Велика Польща), Росія (Дагестан, Смоленська область, Томська область), Німеччина (Рейнланд-Пфальц), Англія (Північний Йоркшир), Італія (Кальярі), Португалія, Пуерто-Рико, Мексика (Новий Леон, Гуєрреро), Нідерландські Антили, Бразилія, Перу;

  - Z1884 (або L858/E388/PF4851, Z1884/CTS10835/PF4828, YSC0000080) — з'явилася 5600 років тому; поширена у країнах: Бахрейн, Іспанія;
    - FGC12834 — з'явилася 4500 років тому; поширена у країнах: Сирія (Хомс);
      - PF4876 — з'явилася 4500 років тому; поширена у країнах: Палестина, Мальта, Італія (Кальярі), Португалія, Албанія, Азербайджан;

    - Z640 — з'явилася 4500 років тому; поширена у країнах: Саудівська Аравія (Джизан);
      - FGC54386 — з'явилася 4400 років тому;
      - Y183747 — з'явилася 4400 років тому; поширена у країнах: Ємен;
      - ZS1409 — з'явилася 4400 років тому; поширена у країнах: Саудівська Аравія (Наджар), Катар;
      - ZS1342 — з'явилася 4400 років тому; поширена у країнах: ОАЕ, Кувейт, Саудівська Аравія (Ер-Ріяд);
      - FGC5230 — з'явилася 4400 років тому; поширена у країнах: Італія (К'єті), Саудівська Аравія (Ер-Ріяд), Україна (Черкащина), Польща;
      - BY74 — з'явилася 4400 років тому; поширена у країнах: Палестина, Саудівська Аравія (Аш-Шаркія, Ель-Баха, Ер-Ріяд, Мекка), Кувейт, Бахрейн, Катар, ОАЕ, Оман;
      - Z2292 — з'явилася 4400 років тому; поширена у країнах: Ліван, Сирія, Саудівська Аравія (Аш-Шаркія, Ель-Касім, Джизан, Асір, Мекка), Катар, ОАЕ, Вірменія, Туреччина, Мальта, Італія (Кальярі), Алжир, Португалія, Пуерто-Рико, Колумбія, Перу;

    - Y2919 (YSC76 або YSC0000076) — з'явилася 4500 років тому;
      - Y6094 — з'явилася 4300 років тому; поширена у країнах: Саудівська Аравія (Табук), Вірменія, Сирія (Хомс), Вірменія, Україна (Дніпропетровщина, Київщина), Литва, Італія (Кальярі), Нідерланди (Північний Брабант), Мексика, Палестина, Туреччина, Азербайджан, Північна Ірландія, Саудівська Аравія (Ель-Касім, Аш-Шаркія), Кувейт, Ірак (Ель-Мутанна), Бахрейн, Катар, ОАЕ, Оман;
      - Y3442 — з'явилася 4300 років тому; поширена у країнах: Лівія, Палестина (Газа, Дженін), Ізраїль (ХаДаром), Йорданія (Маан, Мадаба, Амман), Сирія (Халаб, Дімашк), Саудівська Аравія (Аш-Шаркія, Ер-Ріяд, Мекка, Ель-Медіна, Табук), Кувейт, Бахрейн, Катар, ОАЕ, Оман, Туреччина (Ерзурум), Вірменія, Болгарія, Україна (Миколаївщина, Запоріжжя), Польща (Сілезія, Мазовія), Росія (Дагестан), Італія (Кальярі, Катанія), Вельс, Шотландія (Дамфрієсшир), Ірландія (Лонгфорд), Єгипет, Чад;

    - FGC11 — з'явилася 4500 років тому; поширена у країнах: Італія (К'єті);
      - FGC14348 — з'явилася 3700 років тому; поширена у країнах: Ємен, Саудівська Аравія (Аш-Шаркія, Джизан);
      - Y6370 — з'явилася 3700 років тому; поширена у країнах: Саудівська Аравія (Джизан, Ель-Баха, Ер-Ріяд, Мекка, Наджран), Кувейт, ОАЕ, Ємен, Етіопія, Еритрея, Австрія (Штирія);
      - S21237 — з'явилася 3700 років тому; поширена у країнах: Саудівська Аравія (Ель-Медіна, Мекка), Ємен, Нідерланди (Лімбург); її підгалузь FGC12/Y8770) — з'явилася 3300 років тому; число арабська галузь, що поширила у 7 сторіччі іслам.

J1-Z2329 (вона же YSC234) була виявлена у перед-птолемейській єгипетській мумії, що датується 660 роком до Р. Х.. Ця підгалузь з'явилась близько 5800 років тому, — приблизно того часу що й перші семітські мови. Хоча мумія набагато пізніша, проте єгипетська мумія J1-YSC234 доводить присутність в Єгипті семітів задовго до арабської експансії.
Більшість арабів J1 належить до галузі J1-P858.
Усі 3 підгалузі J1-L858 (S640, YSC76 та FGC11) присутні в Європі, головним чином в Іспанії, Італії, Центральній та Східній Європі. Відносно недавній час їх відокремлення від родів Леванту — від пізньої бронзової доби до залізної за часів фінікійської колонізації Середземномор'я (переважно на Сицилію, Сардинію, в Іспанію), та пізніше чисельнішим пересуванням разом з єврейською діаспорою за часи Римської імперії. Іспанія та Португалія мають найвищий відсоток арабської підгалузі FGC12 в Європі, але це становить приблизно 12 % ліній J1, тобто менше 0,5 % населення, що говорить про те, що араби мали набагато менший генетичний вплив на іберійське населення, ніж євреї та фінікійці.
Арабська мова, що з'явилася трохи більше 1500 років тому, набагато пізніша за гаплогрупу J1 (31600 років) або навіть підклас P58 (11700 років). Галузь J1-L858 (5600 років), пов'язана з племенами півдня Західної Азії, дуже чітко передує арабській мові. Загальний предок сучасних чоловіків J1-L858, жив приблизно 4500 років тому, у час, що відповідає розвитку найдавніших семітських мов, таких як аккадська та аморейська. Насправді, L858 не характерна тільки для Аравійського півострова, але вона також є серед євреїв (особливо підкладу Z640), ліванців, сирійців та іракців. L858 охоплює весь регіон, де розмовляли давні семітські мови, задовго до того, як постала окрема арабська мова. Ось чому L858 слід розглядати як семітський, а не просто арабський, навіть якщо багато левантійців та месопотамців пізніше були арабізовані. Євреї є тими семітами, що не були арабізованими, й також, не є арабами генетично, або навпаки.
Близько 20 % євреїв належать до гаплогрупи J1-P58, більшість з яких відносяться до ZS227, L858 (Z642, YSC76 і FGC12) й Z18297.
За даними 2 проєктів ФТДНА до YSC0000234/Z2329 належать 66 % українських євреїв (57%) і українців — 53 % (9 осіб), що відносяться до гаплогрупи J1). YSC0000234/Z2329 розгалужується на:
- Y3081>Y3082/FGC13873>Y3087/FGC13863, до якої належить «гаплогрупу Аарона», - 41% українських євреїв (36 осіб), 12% українців (2 особи) і 1 караїмський священник, з тих хто належить до гаплогрупи J1;
- Z1884/L858 - 24% українських євреїв (21 особа), 47 % українців (8 осіб) і 1 кримський татарин, з тих що належать до гаплогрупи J1.

### ZS6261
- ZS6261 (Y1624) — з'явилася 4400 років тому; поширена у країнах: Греція;
  - ZS6262 — з'явилася 4400 років тому; поширена у країнах: Палестина (Віфлієм); Іспанія.

### J1-BY143137
- BY143137 — з'явилася 5500 років тому; поширена у країнах: Італія (Салерно);
  - BY91853 — з'явилася 4000 років тому; поширена у країнах: Португалія.

### J1-Y3087
- Y3087 — з'явилася 5500 років тому;
  - ZS8752 — з'явилася 5300 років тому; поширена у країнах: Саудівська Аравія (Мекка);
  - FGC58961 (Y18299) — з'явилася 5300 років тому; поширена у країнах: Саудівська Аравія (Ель-Касим), Кувейт;
  - S20075 (ZS227) — з'явилася 5300 років тому; поширена у країнах: Німеччина (Рейнланд-Пфальц);
    - Y3088 — з'явилася 5300 років тому; поширена у країнах: Ірак (Ель-Анбар);
      - Z18271 — з'явилася 3100 років тому; поширена у країнах: Туреччина, Ємен, Ірак, Молдова, Україна (Київська і Львівська області), Білорусь (Мінська область), Литва, Естонія, Росія (Смоленська область, Томська область), Польща (Мазовецьке, Лодзійське, Великопольське воєводства), Німеччина, Англія (Північний Йоркшир), Португалія, Пуерто-Рико, Нідерландські Антили, Мексика (Нуево-Леон, Герреро).

Близько 20 % євреїв належать до гаплогрупи J1-P58, більшість з яких відносяться до ZS227, L858 (Z642, YSC76 і FGC12) та Z18297. ZS227 містить священницький (кохен) модальний генотип.
За даними 2 проєктів ФТДНА усі чоловіки, що походять з України з гаплогрупою Y3087/FGC13863 належать до її підгалузі S20075/ZS227>Y3088>Z18271, а саме - 41 % українських євреїв (36 осіб), 12% українців (2 особи) і 1 караїмський священник, що належать до гаплогрупи J1.

#### Гаплогрупа Аарона J1-Z18271
- Z18271 — з'явилася 3100 років тому; поширена у країнах:
  - BY64521 — з'явилася 2800 років тому;
  - FT34605 — з'явилася 2800 років тому; поширена у країнах: Пуерто-Рико, Туреччина;
  - Y146893 — з'явилася 2800 років тому; поширена у країнах: Англія (Північний Йоркшир);
  - ZS2432 — з'явилася 2800 років тому;
    - BY172422 — з'явилася 1100 років тому; поширена у країнах: Молдова;

  - ZS2458 — з'явилася 2800 років тому; поширена у країнах: Ірак;
  - FT157560 — з'явилася 2800 років тому;
    - BY55414 — з'явилася 2200 років тому;
      - BY70242 — з'явилася 1600 років тому; поширена у країнах: Мексика (Нуево-Леон);

    - FGC17491 — з'явилася 2200 років тому; поширена у країнах: Литва, Португалія;
      - Z18289 — з'явилася 2000 років тому; поширена у країнах: Росія (Томська область), Естонія;

  - S17446 — з'явилася 2800 років тому; поширена у країнах: Ємен;
    - Y196438 — з'явилася 2300 років тому; поширена у країнах: Нідерландські Антили, Мексика (Герреро);
    - Y5400 — з'явилася 2300 років тому;
      - Y31161 — з'явилася 1550 років тому; поширена у країнах: поширена у країнах: Молдова, Білорусь, Росія (Смоленська область), Польща (Великопольське воєводствj);
      - Y5399 — з'явилася 1550 років тому; поширена у країнах: поширена у країнах: Україна (Київська і Львівська області), Білорусь (Мінська область), Польща (Мазовецьке, Лодзійське воєводства), Німеччина;.

У Біблії спільний предок всіх священників (коени, кохени, когани) позначається як Аарон, брат Мойсея. Приблизно половина всіх кохенів належить до J1-ZS227. Священницький гаплотип кохенів (YCAII = 22-22) ZS227 відповідає глибокій галузі Z18271.
За даними у проектах ФТДНА до «гаплогрупи Аарона» Z18271 належать 41 % українських євреїв (37 осіб), 12 % українців (2 осіб) та 1 караїмський священник, що відносяться до гаплогрупи J1. Їх розгалуження за підгалузями:
- Y146893/Y146901 - 1% українських євреїв (1 особа) гаплогрупи J1;
- ZS2432/ZS2434 - 6% українських євреїв (5 осіб, у тому числі Дастін Хоффман, що походить з київських євреїв) гаплогрупи J1;
- ZS2458 - 1 караїмський священник;
- FT157560 - 3% українських євреїв (3 осіб) гаплогрупи J1; 12% українців (2 особи) з гаплогрупою J1; у тому числі до підгалузі:
  - FGC17491>Z18289/BY67 - 3% українських євреїв (3 осіб) гаплогрупи J1;
- S17446 - 30% українських євреїв (27 осіб) гаплогрупи J1; у тому числі до підгалузей:
  - S31161/ZS2375 - 10% українських євреїв (9 осіб) гаплогрупи J1;
  - Y5399/BY68/FGC13880 - 19% українських євреїв (17 осіб) гаплогрупи J1.

### PF4876
- PF4876 — з'явилася 4500 років тому; поширена у країнах: Італія;
  - ZS8811 — з'явилася 3800 років тому; поширена у країнах: Португалія, Азербайджан;
  - L829 — з'явилася 3800 років тому; поширена у країнах: Палестина, Італія (Кальярі), Мальта, Албанія.

### FGC5230
- FGC5230 — з'явилася 4400 років тому; поширена у країнах: Італія (К'єті);
  - FGC5239 — з'явилася 3500 років тому; поширена у країнах: Саудівська Аравія (Ер-Ріяд), Україна (Чепркащина), Польща.

### BY74
- BY74 — з'явилася 4400 років тому;
  - BY161028 — з'явилася 4200 років тому; поширена у країнах: Саудівська Аравія (Аш-Шаркія);
  - Y188627 — з'явилася 4200 років тому; поширена у країнах: Палестина;
  - ZS1431 — з'явилася 4200 років тому; поширена у країнах: Саудівська Аравія (Ель-Баха, Ер-Ріяд, Мекка), Катар;
  - Y22688 — з'явилася 4200 років тому; поширена у країнах: Саудівська Аравія (Аш-Шаркія), Кувейт, Бахрейн, ОАЕ, Оман.

### Z2292
- Z2292 — з'явилася 4400 років тому;
  - FGC75054 — з'явилася 4400 років тому; поширена у країнах: Саудівська Аравія (Аш-Шаркія, Ель-Касім), ОАЕ;
  - Z642 — з'явилася 4400 років тому; поширена у країнах: Саудівська Аравія (Джизан, Асір, Мекка), Ліван, Сирія, Катар, ОАЕ, Вірменія, Туреччина, Мальта, Італія (Кальярі), Алжир, Португалія, Пуерто-Рико, Колумбія, Перу.

Близько 20 % євреїв належать до гаплогрупи J1-P58, більшість з яких відносяться або до ZS227, L858 (Z642, YSC76 і FGC12), або до Z18297.

### Y6094
- Y6094 — з'явилася 4300 років тому; поширена у країнах: Саудівська Аравія (Табук), Вірменія;
  - Y6096 — з'явилася 4300 років тому; поширена у країнах: Сирія (Хомс), Вірменія, Україна (Дніпропетровщина, Київщина), Литва, Італія (Кальярі), Нідерланди (Північний Брабант), Мексика;
  - ZS1711 — з'явилася 4300 років тому; поширена у країнах: Палестина, Туреччина, Азербайджан, Північна Ірландія, Саудівська Аравія (Ель-Касім, Аш-Шаркія), Кувейт, Ірак (Ель-Мутанна), Бахрейн, Катар, ОАЕ, Оман.

### Y3442
- Y3442 — з'явилася 4300 років тому; поширена у країнах: Лівія;
  - Y3441 — з'явилася 4100 років тому; поширена у країнах: Палестина (Газа, Дженін), Ізраїль (ХаДаром), Йорданія (Маан, Мадаба, Амман), Сирія (Халаб, Дімашк), Саудівська Аравія (Аш-Шаркія, Ер-Ріяд, Мекка, Ель-Медіна, Табук), Кувейт, Бахрейн, Катар, ОАЕ, Оман, Туреччина (Ерзурум), Вірменія, Болгарія, Україна (Миколаївщина, Запоріжжя), Польща (Сілезія, Мазовія), Росія (Дагестан), Італія (Кальярі, Катанія), Вельс, Шотландія (Дамфрієсшир), Ірландія (Лонгфорд), Єгипет, Чад.

Близько 20 % євреїв належать до гаплогрупи J1-P58, більшість з яких відносяться до ZS227, L858 (Z642, YSC76 і FGC12) і Z18297.
За припущенням, YSC76 належить нащадкам біблійних едомитів, що походять від брата Ізраїля (Якова) — Едома (Ісава).

### FGC14348
- FGC14348 — з'явилася 3700 років тому; поширена у країнах: Ємен;
  - FGC14343 — з'явилася 2800 років тому; поширена у країнах: Саудівська Аравія (Аш-Шаркія);
  - ZS3927 — з'явилася 2800 років тому; поширена у країнах: Саудівська Аравія (Джизан).

### Y6370
- Y6370 — з'явилася 3700 років тому; поширена у країнах: Етіопія;
  - FGC34217 — з'явилася 3700 років тому; поширена у країнах: Ємен;
  - Y6369 — з'явилася 3700 років тому; поширена у країнах: Саудівська Аравія (Джизан, Ель-Баха, Ер-Ріяд, Мекка, Наджран), Кувейт, ОАЕ, Ємен, Австрія (Штирія), Еритрея.

### S21237
- S21237 — з'явилася 3700 років тому;
  - S20171 — з'явилася 3300 років тому; поширена у країнах: Саудівська Аравія (Ель-Медіна, Мекка), Ємен, Нідерланди (Лімбург);
  - Y4348 — з'явилася 3300 років тому;
    - FT61401 — з'явилася 3300 років тому; поширена у країнах: Саудівська Аравія (Ер-Ріяд);
    - FGC54421 — з'явилася 3300 років тому;
      - FT115377 — з'явилася 3200 років тому;
      - Z18243 — з'явилася 3200 років тому;

    - Y4349 (або Y4350/FGC1731, або Y4349/FGC1723, або FGC12/Y8770) — з'явилася 3300 років тому; число арабська галузь, що поширила у 7 сторіччі іслам
      - Y6074 — з'явилася 3100 років тому;
      - Y10887 — з'явилася 3100 років тому.

Лише арабська підгалузь J1-FGC12 пов'язана з поширенням ісламу та арабської мови з Саудівської Аравії у 7 сторіччі. Але навіть до цієї чисто арабської підгалузі відносяться деякі бедуїни та євреї.
Справжній генетичною галуззю історичного арабського народу (головним чином, з Йорданії та заходу Саудівської Аравії) є J1-FGC12 (він же S21237). Цей підклас почав розширюватися на Аравійському півострові 3300 років тому і зазнав приголомшливого поширення за останні 1300 років, за повним філогенетичним деревом Yfull.com. Тепер ці найчисті арабські лінії J1-FGC12 зустрічаються у всьому арабськомовному світі, але вони є лише невеликою меншиною ліній у будь-якому краї, окрім Аравійського півострову. Лише 40 % саудівців та 30 % йорданців належать до J1 (більшість, але не всі — до FGC12).
Близько 20 % євреїв належать до гаплогрупи J1-P58, більшість з яких відносяться до ZS227, L858 (Z642, YSC76 і FGC12) й Z18297.

#### J1-Z18243
- Z18243 — з'явилася 3200 років тому; поширена в країнах: Саудівська Аравія (Асір), Кувейт;
  - FT155152 — з'явилася 3200 років тому; поширена в країнах: Саудівська Аравія (Ер-Ріяд);
  - ZS2227 — з'явилася 3200 років тому; поширена в країнах: Саудівська Аравія (Мекка);
    - Z18247 — з'явилася 1750 років тому;

  - ZS5547 — з'явилася 3200 років тому; поширена в країнах: Саудівська Аравія (Аш-Шаркія), Катар;
  - FGC54316 — з'явилася 3200 років тому; поширена в країнах: Саудівська Аравія (Асір);
    - Y25838 — з'явилася 3200 років тому; поширена в країнах: Саудівська Аравія (Джизан, Мекка, Ель-Баха), Ємен.

#### Чиста арабська J1-Y6074
- Y6074 — з'явилася 3100 років тому;
  - FT150337 — з'явилася 3100 років тому; поширена в країнах: Саудівська Аравія;
  - ZS2121 — з'явилася 3100 років тому; поширена в країнах: Вірменія;
    - ZS2102 — з'явилася 3100 років тому; поширена в країнах: Україна, Білорусь;

  - L859 — з'явилася 3100 років тому; поширена в країнах: Саудівська Аравія (Мекка);
    - ZS6406 — з'явилася 1350 років тому; поширена в країнах: Ірак (Ен-Наджиф), Бахрейн, Саудівська Аравія (Аш-Шаркія);
    - Y12869 — з'явилася 1350 років тому; поширена в країнах: Ліван, Саудівська Аравія (Мекка, Аш-Шаркія, Джизан, Наджран, Ель-Медіна), Ірак (Хорасан-е Разаві, Ель-Мутана, Карбала), Кувейт, Бахрейн, Ємен, Іран (Мазандаран, Хорасан), Єгипет.

#### Чисто арабська J1-Y10887
- Y10887 — з'явилася 3100 років тому;
  - BY109736 — з'явилася 3000 років тому;
  - FGC496 — з'явилася 3000 років тому;
  - ZS10712 — з'явилася 3000 років тому;
    - Y180362 — з'явилася 1750 років тому;
    - ZS10710 — з'явилася 1750 років тому;

  - BY16791 — з'явилася 3000 років тому;
    - ZS9306 — з'явилася 2500 років тому;

  - ZS4740 — з'явилася 3000 років тому;
    - FGC34353 — з'явилася 3000 років тому;
    - ZS4723 — з'явилася 3000 років тому;

  - FGC54335 — з'явилася 3000 років тому;
    - ZS11641 — з'явилася 2900 років тому;
    - BY4 — з'явилася 2900 років тому;

  - Y10723 — з'явилася 3000 років тому;
    - ZS4062 — з'явилася 2900 років тому;
    - Y11545 — з'явилася 2900 років тому;

  - FGC4415 — з'явилася 3000 років тому;
    - ZS9202 — з'явилася 2900 років тому;
    - FT49595 — з'явилася 2900 років тому;
    - ZS9084 — з'явилася 2900 років тому;
    - Y13481 — з'явилася 2900 років тому;

  - Y5321 — з'явилася 3000 років тому;
    - ZS8508 — з'явилася 2500 років тому;
    - Y5324 — з'явилася 2500 років тому.

## Євреї J1-P58
Близько 20 % євреїв належать до гаплогрупи J1-P58, більшість з яких відносяться або до ZS227, L858 (Z642, YSC76 і FGC12), або до Z18297. L816 представляє меншість єврейської J1. ZS227 містить священницький (кохен) модальний генотип. У Біблії спільний предок всіх священникыв (коени, кохени, когани) позначається як Аарон, брат Мойсея. Приблизно половина всіх кохенів належить до J1-ZS227. Священницький гаплотип кохенів (YCAII = 22-22) ZS227 відповідає глибокій галузі Z18271.

## Поширення

### Кавказ
На Кавказі є області з високою та низькою частотою J-M267, з нечисленною семітською галуззю J-P58.
| Населення         | Вибірка | Всього J-M267 | J-M267(xP58) | J-P58 | публікація       |
| Кубачинці         | 65      | 99%           | 99%          | 0%    | Balanovsky, 2011 |
| Кайтакці          | 33      | 85%           | 85%          | 0%    | Balanovsky, 2011 |
| Даргинці          | 101     | 70%           | 69%          | 1%    | Balanovsky, 2011 |
| Аварці            | 115     | 59%           | 58%          | 1%    | Balanovsky, 2011 |
| Лезнини           | 81      | 44.4%         | 44.4%        | 0%    | Balanovsky, 2011 |
| Чеченці Чечні     | 118     | 25%           | 25%          | 0%    | Balanovsky, 2011 |
| Чеченці Інгушетії | 112     | 21%           | 21%          | 0%    | Balanovsky, 2011 |
| Чеченці Дагестану | 100     | 16%           | 16%          | 0%    | Balanovsky, 2011 |
| Азербайджан       | 46      | 15.2%         | ?            | ?     | Di Giacomo, 2004 |
| Черкеси           | 142     | 11.9%         | 4.9%         | 7%    | Balanovsky, 2011 |
| Інгуши            | 143     | 2.8%          | 2.8%         | 0%    | Balanovsky, 2011 |
| Осетини           | 357     | 1.3%          | 1.3%         | 0.0%  | Balanovsky, 2011 |
| Шапсуги           | 100     | 0%            | 0%           | 0%    | Balanovsky, 2011 |
| Абхази            | 58      | 0%            | 0%           | 0%    | Balanovsky, 2011 |

### Лівант
J-M267 сильно поширена на Леванті з перевагою семітської J-P58, але з деякими групами з малою частотою гаплогрупи.
| Населення                                    | Вибірка | Total J-M267 | J-M267(xP58) | J-P58 | публікація            | попередні публікації |
| Бедуїни Негеву                               | 28      | 67.9%        | 3.6%         | 64.3% | Chiaroni, 2009        | Cann, 2002           |
| Ісмаїліти Дамаска                            | 51      | 58.8%        | 0.0%         | 58.8% | Chiaroni, 2009        |                      |
| Йорданія                                     | 76      | 48.7%        | 0.0%         | 48.7% | Chiaroni, 2009        |                      |
| Сирійські сунити з Хама                      | 36      | 47.2%        | 2.8%         | 44.4% | Chiaroni, 2009        |                      |
| Єврейські священники (кохени, когени, коени) | 215     | 46.0%        | 0.0%         | 46.0% | Hammer та Behar, 2009 |                      |
| Йорданія (Амман)                             | 101     | 40.6%        | ?            | ?     | Flores, 2005          |                      |
| Палестина (Акко)                             | 101     | 39.2%        | ?            | ?     | Zalloua, 2008         |                      |
| Йорданія                                     | 273     | 35.5%        | ?            | ?     | El-Sibai, 2009        |                      |
| Сирія                                        | 554     | 33.6%        | ?            | ?     | El-Sibai, 2009        | Zalloua, 2008        |
| Палестина                                    | 49      | 32.7%        | 0.0%         | 32.7% | Chiaroni, 2009        |                      |
| Сирійські алавіти                            | 45      | 26.7%        | 0.0%         | 26.7% | Chiaroni, 2009        |                      |
| Ліван                                        | 951     | 25%          | ?            | ?     | Zalloua, 2008         |                      |
| Ашкеназійські євреї (без священників)        | 1,360   | 14.9%        | 0.9%         | 14.0% | Hammer, 2009          |                      |
| Друзи (Джебель)                              | 34      | 14.7%        | 2.9%         | 11.8% | Chiaroni, 2009        |                      |
| Сирійські католики Седная                    | 14      | 14.3%        | 0.0%         | 14.3% | Chiaroni, 2009        |                      |
| Галілейські друзи                            | 172     | 13.4%        | 1.2%         | 12.2% | Chiaroni, 2009        | Shlush, 2008         |
| Португальські євреї (Трансмонтана)           | 57      | 12.3%        | ?            | ?     | Nogueiro, 2009        |                      |
| Сирійські католики Дамаска                   | 42      | 9.5%         | 0.0%         | 9.5%  | Chiaroni, 2009        |                      |
| Йорданське узбережжя Мертвого моря           | 45      | 8.9%         | ?            | ?     | Flores, 2005          |                      |
| Сирійські арамейці Малоула                   | 44      | 6.8%         | 4.5%         | 2.3%  | Chiaroni, 2009        |                      |
| Сирійські ассирійці (північний схід)         | 30      | 3.3%         | 0.0%         | 3.3%  | Chiaroni, 2009        |                      |

### Західна Азія
Східна Туреччина, Таврські й Загроські гори є ймовірною країною розселення давніх різноманітностей J-M267. Поширені семітська J-P58 та інші несемітські галузі J-M267. У ассирійців переважають несемитські галузі J1. Араби з J1 майже повністю відносяться до J-P58.
| Населення          | Вибірка | Всього J-M267 | J-M267(xP58) | J-P58 | Публікація     | Попередні публікації |
| Іракські араби     | 56      | 64.1%         | 1.8%         | 62.3% | Chiaroni, 2009 | Tofanelli, 2009      |
| Іракські ассирійці | 28      | 28.6%         | 17.9%        | 10.7% | Chiaroni, 2009 |                      |
| Турецькі ассирійці | 25      | 20.0%         | 16.0%        | 4.0%  | Chiaroni, 2009 |                      |
| Іранські ассирійці | 31      | 16.1%         | 9.7%         | 6.5%  | Chiaroni, 2009 |                      |
| Іракські курди     | 93      | 11.8%         | 4.3%         | 7.5%  | Chiaroni, 2009 |                      |
| Іран               | 150     | 11.3%         | 2.7%         | 8.7%  | Chiaroni, 2009 | Regueiro, 2006       |
| Туреччина          | 523     | 9.0%          | 3.1%         | 5.9%  | Chiaroni, 2009 | Cinnioğlu, 2004      |
| Іран               | 92      | 3.2%          | ?            | ?     | El-Sibai, 2009 |                      |

### Арабський півострів
Семітська гаплогрупа J-P58 найпоширеніша серед чоловіків півострова.
| Населення         | Вибірка | Всього J-M267 | J-M267(xP58) | J-P58 | публікація      | попередні публікації |
| Ємен              | 62      | 72.6%         | 4.8%         | 67.7% | Chiaroni, 2009  | Cadenas, 2007        |
| Катар             | 72      | 58.3%         | 1.4%         | 56.9% | Chiaroni, 2009  | Cadenas, 2007        |
| Саудівська Аравія | 157     | 40.1%         | ?            | ?     | Abu-Amero, 2009 |                      |
| Оман              | 121     | 38.0%         | 0.8%         | 37.2% | Chiaroni, 2009  | Luis, 2004           |
| ОАЕ               | 164     | 34.8%         | 0.0%         | 34.8% | Chiaroni, 2009  | Cadenas, 2007        |
| Кувейт            | 42      | 33.3%         | ?            | ?     | El-Sibai, 2009  |                      |

### Україна
Зразки J1, що пов'язані з Україною переважно ідентифікуються з єврейським походженням й у меншості з українським та російським, та одиничні випадки з караїмським та кримськотатарським походженням. За даними трьох груп Familytree D?, де сконцентровані українці, носіями J1 є 1,3 % з 602 зразків. Українці J1 представлені значною мірою несемітськими загально-європейським галузями, що поширилися з Кавказу за доісторичної доби.
Євреї України з гаплогрупою J1 є пізнішою міграцією переважно семітських галузей J1 Близького Сходу. За даними зібраними Family Tree D? у національному проєкті Ukrainian D?, де зібрані чоловіки, переважно, зі слов'янськими прізвищами, й у гаплогруповому проєкті J1, де зібрані чоловіки усіх національностей, походять з України 106 осіб: 87 осіб з єврейськими прізвищами та іменами (82 %), 17 зі слов'янськими прізвищами (16 %), і караїмський священник й 1 кримськотатарський шляхтич. Нащадки євреїв з України переважно мешкають у західних країнах, де відсоток тестованого населення більша за український, що не дає змогу оцінити співвідношення давньоєвропейських несемітських J1 та пізнішої єврейської діаспори з гаплогрупою J1. Усі 106 зразків відносяться до галузі Z2217.
До ранніх несемітських відгалужень J1 належить: Y29696/PH77>PF7261>PH128/PF7257>Y30278/PH7 — 1 українець (6 % з українців J1), Z2217a>Z1828 — 5 українців (29 % від українців з J1). Решта J1 належать до L620>PF4816>L136 — 87 єврейського (100 % з українських євреїв з J1), 11 українського (65 % від українців з J1), 1 караїмського й 1 кримськотатарського походження.
Чоловіки L136 розгалужені на Z4393/PF7264>PF7263/ZS4416>ZS4376>ZS4452>ZS10589 — 9 євреїв (10 % від українських з J1), й P58 — 78 євреїв (90 % з українських з J1) та 11 українців (65 % українців з J1). P58 розгалужується на Y4067>L817>L818>L816>ZS2728>ZS2736>BY80>ZS2754/ZS2756>ZS2755 (1 український єврей з J1 — 1 %) й Z643>Z1865>Z1853>Z2331 (77 євреїв — 89 %; 11 українців — 65 %). Z2331 розгалужується на Y15152/Z18297 (20 євреїв — 23 % від українських євреїв з J1) та Z2324 (57 українських євреїв — 66 % з J1; 11 українців — 65 % українців з J1). Z2324 розгалужується на YP4763/ZS2518>ZS2527 (1 українець — 6 % від числа з J1) та Y2317>Z2313>YSC0000234/Z2329 (57 українських євреїв — 66 % з J1; 9 українців — 53 % з J1). YSC0000234/Z2329 розгалужується на «гаплогрупу Аарона» Y3081>Y3082/FGC13873>Y3087/FGC13863>S20075/ZS227>Y3088>Z18271 (36 українських євреїв — 41 % з J1; 2 українця — 12 % з J1; 1 караїмського священника) Z1884/L858 (21 українських євреїв — 24 % з J1; 8 українців — 47 % з J1; 1 кримський татарин).

### Європа
J-M267 не є поширеною гаплогрупою у Центральній та Північній Європі. Тільки у Південній Європі гаплогрупа сягає 5–10% у деяких кишенькових популяціях.
| Населення                    | Вибірка | Total J-M267  | J-M267(xP58) | J-P58 | publication      |
| Кріт                         | 193     | 8.3% = 16/193 | ?            | ?     | King, 2008       |
| Мальта                       | 90      | 7.8%          | ?            | ?     | El-Sibai, 2009   |
| Південь Португалії           | 100     | 7%            | ?            | ?     | Gonçalves, 2005  |
| Північно-македонські албанці | 64      | 6.3% = 4/64   | ?            | ?     | Battaglia, 2008  |
| Центр Португалії             | 102     | 4.9%          | ?            | ?     | Gonçalves, 2005  |
| Континентальна Греція        | 171     | 4.7% = 8/171  | ?            | ?     | King, 2008       |
| Сицилія                      | 236     | 3.8%          | ?            | ?     | Di Gaetano, 2008 |
| Албанія                      | 56      | 3.6% = 2/56   | ?            | ?     | Semino, 2004     |
| Болгарія                     | 808     | 3.4%          | ?            | ?     | Karachanak, 2013 |
| Азорські острови             | 121     | 2.5%          | ?            | ?     | Gonçalves, 2005  |
| Прованс                      | 51      | 2%            | ?            | ?     | King, 2011       |
| Грецька Македонія            | 56      | 1.8% = 1/56   | ?            | ?     | Semino, 2004     |
| Греція                       | 249     | 1.6% = 4/249  | ?            | ?     | Di Giacomo, 2004 |
| Румунія                      | 130     | 1.5%          | ?            | ?     | Di Giacomo, 2004 |
| Словенія                     | 75      | 1.3%          | ?            | ?     | Battaglia, 2008  |
| Північ Португалії            | 101     | 1%            | ?            | ?     | Gonçalves, 2005  |
| Італійці                     | 915     | 0.7%          | ?            | ?     | Capelli, 2009    |
| Росія                        | 223     | 0.4%          | ?            | ?     | Di Giacomo, 2004 |
| Хорватія (Осієк)             | 29      | 0%            | ?            | ?     | Battaglia, 2008  |
| Північно-східні італійці     | 67      | 0%            | ?            | ?     | Battaglia, 2008  |
| Мадейра                      | 129     | 0%            | ?            | ?     | Gonçalves, 2005  |

### Африка
Загальновідомо про арабське середньовічне завоювання 7 сторіччя північної Африки, що призвело до навали семітської гаплогрупи у регіон (Arredi, 2004 and Semino, 2004). Проте, наприклад Канарські острови з майже 17% процентами не були семітизовані, що вказує на стародавні, доісторичні хвилі переселення. У Північній Африці серед J-M267 домінує семітська J-P58, що часто нижча серед берберів і сільського населення. На Африканському розі й в Етіопії J-M267 опинилася за стародавнього часу переходом через Червоне море з Ємену семітомовної галузі J-P58. За дослідженням 2011 року Еннафаа (Ennafaa, 2011) у Тунісі, J-M267 значно частіша у містах (31.3%) ніж у сільській місцевості (2.5%), що пояснюється військовим просуванням арабських завойовників, що вижинали берберських чоловіків у глиб країв і залишали берберських жінок.
| Населення                                | Вибірка | J*(xJ-M172) | всього J-M267 | J-M267(xP58) | J-P58 | публікація                                                 | попередні публікації                |
| Судан (Хартум)                           | 35      | ?           | 74.3%         | 0.0%         | 74.3% | Chiaroni, 2009                                             | Tofanelli, 2009 and Hassan, 2008    |
| Туніс (Андалузи Загуану)                 | 32      | ?           | 43.8%         | 0%           | 43.8% | Fadhlaoui-Zid, 2011                                        |                                     |
| Лівія (Бенгазі)                          | 238     | ?           | 39.5%         | ?            | ?     | Alvarez 2014                                               | Elmrghni 2012                       |
| Алжир                                    | 20      | ?           | 35%           | ?            | ?     | Semino, 2004                                               |                                     |
| Туніс                                    | 52      | ?           | 34.6%         | ?            | ?     | Onofri, 2008                                               |                                     |
| Туніс (Седженане)                        | 47      | ?           | 34.0%         | ?            | ?     | Alvarez 2014                                               | Frigi 2011                          |
| Туніс (Туніс)                            | 148     | ?           | 32.4%         | 1.3%         | 31.1% | Grugni, 2012                                               | Arredi, 2004                        |
| Єгипетські бербери Сіва, західна пустеля | 35      | ?           | 31.4%         | ?            | ?     | Kujanová, 2009                                             |                                     |
| Туніські бербери Сенед                   | 35      | ?           | 31.4%         | 0%           | 31.4% | Fadhlaoui-Zid, 2011                                        |                                     |
| Туніс                                    | 73      | ?           | 30.1%         | ?            | ?     | Semino, 2004                                               |                                     |
| Ефіопські амхара                         | 48      | ?           | 29.2%         | 8.3%         | 20.8% | Chiaroni, 2009                                             | Semino, 2004                        |
| Марокко (оазіс Фігуїг)                   | 96      | ?           | 29.2%         | ?            | ?     | Alvarez 2014                                               | Palet 2010                          |
| Туніс (Соуссе)                           | 220     | ?           | 25.9%         | 0.0%         | 25.9% | Fadhlaoui-Zid 2015                                         |                                     |
| Туніс (Сфакс)                            | 56      | ?           | 25%           | 0.0%         | 25%   | Regueiro 2015                                              |                                     |
| Туніс (Космополітанський Туніс)          | 33      | ?           | 24.2          | 0%           | 24.2% | Fadhlaoui-Zid, 2011                                        |                                     |
| Алжирські араби Орану                    | 102     | ?           | 22.5%         | ?            | ?     | Robino, 2007                                               |                                     |
| Марокко (Рабат)                          | 267     | ?           | 21.3%         | ?            | ?     | Alvarez 2014                                               | Aboukhalid 2010                     |
| Єгипет                                   | 147     | ?           | 21.1%         | 1.4%         | 19.7% | Chiaroni, 2009                                             | Luis, 2004                          |
| Сахраві                                  | 89      | ?           | 20.2%         | ?            | ?     | Fregel, 2009                                               | Bosch, 2001 and Flores, 2001        |
| Єгипет                                   | 124     | ?           | 19.8%         | ?            | ?     | El-Sibai, 2009                                             |                                     |
| Суданські араби                          | 35      | ?           | 17.1%         | 0.0%         | 17.1% | Chiaroni, 2009                                             | Hassan, 2008                        |
| Марокко (Фес)                            | 108     | ?           | 16.7%         | 0.0%         | 16.7% | Regueiro 2015                                              |                                     |
| Канарські острови (перед-іспанці)        | 30      | ?           | 16.7%         | ?            | ?     | Fregel, 2009                                               |                                     |
| Туніс                                    | 601     | ?           | 16.64%        | ?            | ?     | Pestano J, et al. (2013)                                   |                                     |
| Марокко (Касабланка)                     | 166     | ?           | 15.7%         | ?            | ?     | Alvarez 2014                                               | Laouina 2011                        |
| Туніс (Беджа)                            | 72      | ?           | 15.3%         | 0.0%         | 15.3% | Regueiro 2015                                              |                                     |
| Марокканські араби                       | 44      | ?           | 13.6%         | ?            | ?     | Semino, 2004                                               |                                     |
| Канарські острови (17-18 сторіччя)       | 42      | ?           | 11.9%         | ?            | ?     | Fregel, 2009                                               |                                     |
| Марокканські араби                       | 49      | ?           | 10.2%         | ?            | ?     | Semino, 2004                                               |                                     |
| Туніські джербійські араби               | 46      | ?           | 8.7%          | ?            | ?     | Ennafaa, 2011                                              |                                     |
| Марокко (Ель-Джадіда)                    | 49      | ?           | 8.2%          | ?            | ?     | Alvarez 2014                                               |                                     |
| Марокканські бербери                     | 103     | ?           | 7.8%          | ?            | ?     | Semino, 2004                                               |                                     |
| Марокканські бербери                     | 64      | ?           | 6.3%          | ?            | ?     | Semino, 2004                                               |                                     |
| Туніські бербери Боу-Саад                | 40      | ?           | 5%            | 0%           | 5%    | Ennafaa, 2011                                              |                                     |
| Марокко                                  | 221     | ?           | 5%            | ?            | ?     | Fregel et al. (2009)                                       |                                     |
| Коморські острови                        | 293     | ?           | 5.0%          | ?            | ?     | Msaidie, 2011                                              |                                     |
| Судан (ніло-сахарські народи)            | 61      | ?           | 4.9%          | 3.3%         | 1.6%  | Chiaroni, 2009                                             | Hassan, 2008                        |
| Канарські острови                        | 652     | ?           | 3.5%          | ?            | ?     | Fregel, 2009                                               |                                     |
| Сомалійці                                | 201     | 0.5         | 2.5 -3%       | ?            | 2.5%  | Sanchez 2005 [Архівовано 26 січня 2021 у Wayback Machine.] | J-P58 might be 5% in upcoming study |
| Ефіопські оромо                          | 78      | ?           | 2.6%          | 2.6%         | 0.0%  | Chiaroni, 2009                                             | Semino, 2004                        |
| Ефіопські арсі                           | 85      | 22%         | ?             | ?            | ?     | Moran, 2004                                                |                                     |
| Ефіопці загалом                          | 95      | 21%         | ?             | ?            | ?     | Moran, 2004                                                |                                     |
| Лівійські туареги                        | 47      | ?           | 0.0%          | ?            | ?     | Ottoni, 2011                                               |                                     |
| Марокко (Долина Амізміз)                 | 33      | ?           | 0%            | ?            | ?     | Alvarez, 2009                                              |                                     |
| Туніські бербери Боу-Омране              | 40      | ?           | 0%            | ?            | ?     | Ennafaa, 2011                                              |                                     |
| Туніські джербійські бербери             | 47      | ?           | 0%            | ?            | ?     | Ennafaa, 2011                                              |                                     |

### Південна Азія
J*(xJ-M172) була виявлена серед індійських мусульман.
| Населення        | Вибірка | J*(xJ-M172) | всього J-M267 | J-M267(xP58) | J-P58 | публікація          |
| Індійські шиїти  | 161     | 10.6%       | ?             | ?            | ?     | Eaaswarkhanth, 2009 |
| Індійські сунити | 129     | 2.3%        | ?             | ?            | ?     | Eaaswarkhanth, 2009 |
| Індійські маппла | 40      | 10%         | ?             | ?            | ?     | Eaaswarkhanth, 2009 |

## Відомі носії
Хашеміти є королівською родиною Хеджазу (1916—1925), Іраку (1921—1958) та Йорданії (1921 — досі). Сімейство належить до Дгаву-Авн, однієї з гілок хасанидських Меккських шаріфів, що правили Меккою безперервно з 10 сторіччя до моменту її завоювання саудитами в 1924 році. Їх однойменним предком є Гашим ібн Абд Манаф, прадід ісламського пророка Магомета. Арабські форуми ДНК та адміністратори проекту D? повідомили, що два результати тестування членів йорданської королівської родини (приватні комплекти) позитивні щодо мутації L859 (Z2215>Z2217>L620>PF4816>L136>P58>Z643>Z1865>Z1853>Z2331>Z2324>Z2317>Z2313>YSC0000234>Z1884>FGC11>S21237>Y4348>Y4349/FGC12>Y6074>L859).
Згідно з дослідженням, проведеним Л. Ферідуном Барджестех ван Вальвейком ван Доорном та Сахаром Хосровані, опублікованим у журналі Катарські дослідження (Qajar Studies), Журналі Міжнародної катарської дослідницької асоціації (Journal of International Qajar Research Association), том VII (2007), іранська королівська родина Каджарська династія, що правила Персією з 1785 по 1925 рік, належить до гаплогрупи J1.
Кілька членів Саудівського дому, правлячої королівської родини Саудівської Аравії, що походить від Мухаммада ібн Сауда, засновника Дірійського емірата, відомого як Перша Саудівська держава (1744—1818 роки), за підтвердженими даними належать до гаплогрупи J1- FGC2, нижньою гілкою FGC12 (Z2215>Z2217>L620>PF4816>L136>P58>Z643>Z1865>Z1853>Z2331>Z2324>Z2317>Z2313>YSC0000234>Z1884>FGC11>S21237>Y4348>Y4349/FGC12>Y10887>Y5321>Y5324>Y5322>Y9271>Y5323/FGC5>Y5320/FGC1>Y8537/FGC2).

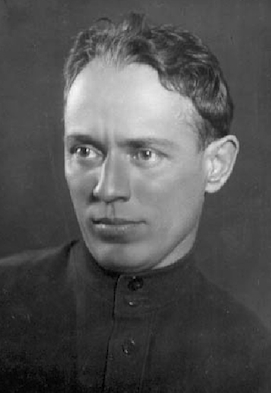
Михайло Шолохов

Російський письменник Михайло Шолохов мав несемітську гаплогрупу CTS1460.

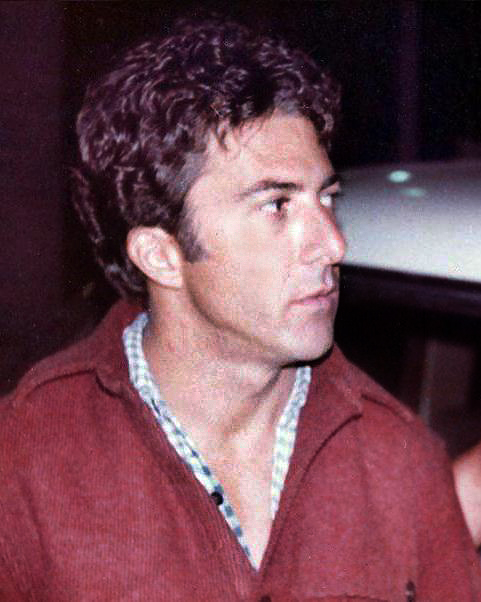
Дастін Хоффман у 1974 році (37 років).

Відомий єврейський актор і режисер Дастін Гоффман (нар. 1937), що виграв 2 премії «Оскар», був номінований на 5 додаткових та виграв 6 золотих глобусів з 13 номінацій. Він належить до єврейської гаплогрупи J1-Z18271, — родові Y-хромосомного Аарона (Z2215>Z2217>L620>PF4816>L136>P58>Z643>Z1865>Z1853>Z2331>Z2324>Z2317>Z2313>YSC0000234>Y3081>Y3082>Y3087>S20075>Y3088>Z18271>ZS2434>FT159488).

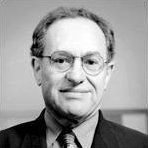
Алан Дершковіц

Алан Дершовіц (нар. 1938): американський юрист, юрист і автор. Він є видатним вченим із конституційного права та кримінального права США та провідним захисником громадянських свобод. У 1967 році, у віці 28 років, він став наймолодшим повним професором права в історії Гарвардського університету. Про його гаплогрупу згадується у телесеріалі PBS TV «Пошук своїх коренів» (Finding Your Roots [Архівовано 3 червня 2020 у Wayback Machine.]).
Беннет Грінспан (нар. 1952): піонер генетичної генеалогії та засновник Family Tree D?, першої американської компанії, що запропонувала генеалогічне тестування ДНК безпосередньо широкому загалу. Його предок Ісаак Грінспан (нар. 1861 року) мешкав в Україні. Він належить до J1-L823 (Z2215>Z2217>L620>PF4816>L136>P58>Z643>Z1865>Z1853>Z2331>Z2324>Z2317>Z2313>YSC0000234>Z1884>Y2919>Y6094/FGC15940>ZS1711>ZS1706>L823/YSC0000212).